# Rytuał
Rytuał (łac. ritualis od ritus 'obrządek; zwyczaj') – zespół specyficznych dla danej kultury symbolicznych sekwencji sformalizowanych czynów i wypowiedzi, 
wykonywanych w celu osiągnięcia pożądanego skutku, który jednakże może być znacznie oderwany od pozornie oczywistego celu funkcjonalnego.
Rytuał jest niekiedy traktowany jako synonim słowa obrzęd, choć w mowie potocznej ma nieco bardziej ekstensywny kontekst. Rytuały często wiążą się z takimi zjawiskami jak sacrum a niekiedy też tabu. Bywają automatyzowane, przekształcając się w nawyk. Błędem jest twierdzić, że są związane wyłącznie z religiami. Jak dowodzi Jean Maisonneuve, są powszechne w dzisiejszych społeczeństwach rytuały świeckie, takie jak kibicowanie klubowi sportowemu, czy też chodzenie na zakupy, nie tylko w celu kupowania niezbędnego towaru, ale też sprawienia sobie satysfakcji.
Warunki, jakie musi spełniać zjawisko, by mogło być określone mianem rytuału (według Wojciecha Burszty i Michała Buchowskiego): 
- Działanie zestandaryzowane - jest domeną konwencji - odtworzeniem schematu, scenariusza, działanie musi być powtarzalne,
- Działanie społeczne - Społeczny charakter rytuału nie oznacza jednak, że nie może być on domeną jednej osoby. Osoba przebywająca w samotności nie zostaje przecież wyłączona poza obręb społeczeństwa, wciąż pozostaje w sytuacji społecznej, ponieważ może orientować swoje działania na innych ludzi, w których fizycznym pobliżu nie musi się jednak znajdować,
- Działanie pozatechniczne - działanie irracjonalne,  działanie, w którym nieadekwatnie dobiera się środki do celów lub takim, w którym jako cel obiera się coś, na co jednostka działająca nie ma wpływu[2],
- Odniesienie religijno-magiczne - cecha, odróżniająca rytuał od ceremonii. Działanie posiadające odniesienie do religii, które orientuje go na sferę szeroko rozumianej transcendencji[3].

## Rodzaje rytuałów
- religijne:
  - inicjacyjne (obrzezanie, chrzest),
  - przejścia (np. ślub),
  - izolacyjne (pogrzeb);
- świeckie:
  - polityczne,
  - przejścia (np. obrona pracy dyplomowej),
  - rozrywkowe (masowe),
  - codzienne,
  - cielesne (tatuaże, makijaże),
  - zawodowe (np. inicjacja w wojsku).

## Rytuały w religiach

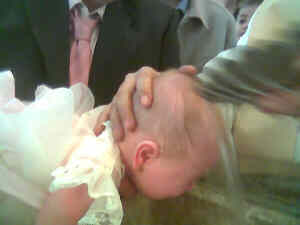
Chrzest jest włączeniem do wspólnoty danego Kościoła

We wszystkich opisanych poniżej religiach występuje coś, co można nazwać modlitwą – różne są jej formy, długości i sytuacje odmawiania, jednak zawsze jest to jakiś tekst, który w niezmienionej formie należy wypowiedzieć (choćby w myślach), dodatkowo niektóre religie (np. islam) nakazują odmawianie jej w danym okresie dnia. Niewątpliwie jest to rytuał multireligijny, a także jeden z najważniejszych, jeśli chodzi o psychikę: podczas odmawiania tekstów religijnych najczęściej prosi się o coś absolut lub też zawierza się mu.

### Judaizm
W judaizmie pierwszy rytuał – inicjacyjny, któremu poddawany jest żyd – to obrzezanie polegające na amputacji fragmentu napletka. Jest ono symboliczną oznaką przynależności do Narodu Wybranego, a także pełni funkcję higieniczną.
Zaręczyny młodych osób również mają ściśle określony porządek, ale nie są rytuałem religijnym, ponieważ stanowią jedynie przygotowanie do ślubu oraz mają wymiar czysto materialny. Nie są związane ze sferą sacrum. Jedynie sama ceremonia ślubu jest uznawana za rytuał religijny.
Związane z judaistycznym rytuałem jest też pojęcie koszerności. Określa się tym terminem czystość pewnych rzeczy, zachowań, czynności. Zasady koszerności są ściśle określone i rygorystycznie przestrzegane przez ortodoksyjnych wyznawców judaizmu, a odrzucane przez judaizm reformowany.
Wśród żydów ortodoksyjnych zrytualizowane są czynności związane z pogrzebem: kilkakrotne obmywanie zwłok (tzw. ostatnia mykwa), ubieranie ich w prostą lnianą odzież lub całun, modlitwy, ułożenie zwłok (zawsze w pozycji leżącej, zwróconych na wschód, aby mogły powitać nadchodzącego Mesjasza).

### Chrześcijaństwo
Chrześcijańskie rytuały często są też jednocześnie sakramentami lub ich część ma wartość sakramentalną. Pierwszy rytuał, któremu poddawany jest człowiek, to (w większości kościołów) – chrzest, poprzez który jest on włączany do wspólnoty oraz oczyszczany z grzechu pierworodnego. Dzieje się tak po zanurzeniu głowy w wodzie, jej polaniu, zanurzeniu całego ciała lub w podobny sposób. Obrzęd ma więc charakter inicjacyjny i związany jest z tekstami biblijnymi.
W Kościele katolickim od XX wieku dzieci od tzw. przyjścia do rozumu (ok. 8 lat) przyjmują swoją pierwszą komunię świętą. Jest ona dla wiernych duchowym złączeniem się (symbolicznym lub realnym – w zależności od wyznania) z Jezusem Chrystusem. W katolicyzmie zachęca się wiernych, by komunię świętą przyjmować jak najczęściej, pewnym minimum wyznaczonym przez Kościół jest pełne uczestnictwo we mszy (tj. z przyjęciem Komunii świętej) przynajmniej raz w roku w Okresie Wielkanocnym. Odmawia się jednak częstszego niż dwa razy w ciągu jednego dnia przyjmowania Komunii świętej.
Jest to rytuał paschalny, ma także charakter oczyszczający, stanowi również rytuał jednoczący wspólnotę i podkreślający podporządkowanie duchowym przewodnikom. Związana jest z nim również nabożeństwo eucharystyczne (msza święta, boska liturgia) której kulminacją jest właśnie eucharystia. W wielu kościołach protestanckich reformowanych takie rytuały praktykowane są rzadko (np. kilka razy w roku). Natomiast Świadkowie Jehowy odrzucają tradycyjne rytuały, wywodzące się z kultury ludowej bądź obchodzone indywidualnie, jeśli te naruszają przykazania lub zasady biblijne, np. związane są lub wywodzą się z niezgodnych z Biblią poglądów i praktyk religijnych, stanowią element kultu państwa lub nadmiernej czci oddawanej ludziom.
Inny rytuał, to ślub, pieczętujący na stałe związek mężczyzny i kobiety, których powinnością jest płodzenie i wychowywanie dzieci.

### Islam
Jednym z najważniejszych rytuałów islamu jest pielgrzymka. Najważniejszy jej rodzaj to pielgrzymka do Mekki. Każdy muzułmanin powinien odbyć ją przynajmniej raz w życiu. W jej trakcie sprawuje się wiele innych "podobrzędów", takich jak modlitwy, kamienowanie szatana i wiele innych. Pielgrzymi, zbliżając się tam, wchodzą w stan uświęcenia i przywdziewają białe szaty na znak tego procesu. Drugą pielgrzymkę odbywa się zwykle do grobów świętych islamu, zwłaszcza zaś do grobu Mahometa.
Do codziennych obowiązkowych rytuałów islamu należy modlitwa, odmawiana pięciokrotnie w ciągu doby i poprzedzona obowiązkową ablucją.

### Buddyzm
Rytuał buddyjski – choć w ogromnej mierze zależny od danej szkoły – składa się z trzech głównych części: recytacji, śpiewania i składania darów. Pierwsza część ma za zadanie celebrację buddyjskich ideałów i postaw, druga podkreśla łączność emocjonalną z nimi, zaś trzecia – w zależności od rodzaju darów – podkreśla wielkość poszczególnych idei (np. kadzidła symbolizują rozprzestrzenianie się nauki Buddy). Niemniej wielość szkół implikuje zmienność rytuałów – najbogatszy w nie jest buddyzm tybetański.

### Hinduizm
Jednym z najważniejszych rytuałów hinduizmu jest pudźa. Pudźa rozpoczyna się krótką modlitwą, po której następuje złożenie ofiary z kwiatów, owoców, słodyczy, ghi, wody lub innych rzeczy przewidzianych zwyczajem. Rytuałowi towarzyszy palenie kadzideł, a także potrząsanie dzwonkami. Rzadziej praktykowane są wedyjskie ofiary ogniowe (jadźńa).
Pudźę odprawia się między innymi podczas uroczystych zaślubin. Rozpoczynają się one wielkim pochodem od domu przyszłego małżonka do miejsca zaślubin, gdzie czeka panna młoda. Tam para składa sobie przyrzeczenia oraz obdarowuje się nawzajem girlandami, pierścionkami itp. Część oficjalna trwa ok. 7 godzin – uczestniczy w niej najbliższa rodzina. Pozostali goście urządzają w tym czasie wesele.
Pogrzeb odbywa się poprzez kremację, którą poprzedzają inne czynności rytualne, takie jak obmywanie zwłok. Po kremacji rozrzuca się popiół zmarłego lub wsypuje go do świętej rzeki. Grzebani są jedynie asceci (sannjasa), hidźra (tzw. trzecia płeć) i dzieci zmarłe w wieku do pięciu lat.
Hinduizm zna kilka tzw. obrzędów przejścia, związanych z wiekiem mężczyzny: brahmaćarja (nauka), gryhastha (mąż i ojciec), wanaprastha (koncentracja na religii), sannjasa (życie w ascezie).
Rytuałami są również: intonowanie mantr (określonych dla poszczególnych kierunków hinduizmu) i śpiew religijny (dźapa). Rytuałem (nieobowiązkowym) są też pielgrzymki (pradakszina).

### Sikhizm
Sikhizm opiera się na tzw. Panii Księdze, czyli zbiorze myśli 10 kolejnych guru tej religii. Owa księga urosła sama do rangi 11 guru i w sporach religijnych otwiera się ją na losowo wybranym cytacie, który traktuje się jak wskazówkę żywego guru. Jest to tak naprawdę jeden z niewielu rytuałów, bowiem sikhizm nie posiada rozbudowanej liturgii. Innym przykładem jest doroczne zgromadzenie i wysłuchanie całej Księgi czytanej nieprzerwanie w podniosłej atmosferze. Jeszcze innym jest tzw. Ketha, czyli zgromadzenie starszych mężczyzn, mające dać im oświecenie.

### Bahaizm
Bahaizm jest jedną z najmniej zrytualizowanych religii. Obrzędy jako takie w niej właściwie nie występują, a wspólnym dla wszystkich wyznawców wydarzeniem jest pogrzeb.

### Dźinizm
W dźinizmie powszechne są rozmaite modlitwy kierowane do Tirthanakarów oraz świętych. Część dźinistów uważa je jednak za zbędne.
Dźiniści praktykują też rytuał polegający na usypywaniu mandali i świętych symboli, a następnie rozsypywaniu ich, co ma symbolizować przemijalność rzeczy.
W bardziej radykalnych odłamach dżinizmu (digambarowie) praktykowane są surowe ascezy, czasem nawet posunięte do skrajności (np. samozagłodzenie się).
Na ogół praktyki w świątyniach dźinijskich są bardzo podobne do praktyk hinduistycznych i często dźiniści proszą lokalnego kapłana hinduistycznego, aby je odprawiał.

### Rodzimowierstwo słowiańskie
W rodzimowierstwie słowiańskim rytuałem przejścia są postrzyżyny, związane z symbolicznym uwolnieniem się od opieki matki i wejściem w krąg dorosłych, towarzyszy im także przyjęcie nowego imienia. Rytuałem związanym z założeniem rodziny jest swaćba, polegająca na złożeniu przysięgi przed bogami w obecności swata lub żercy. Większość rodzimowierców preferuje kremację jako formę pochówku, zmarli otaczani są kultem i urządza się na ich cześć tryzny. Rodzimowiercy obchodzą także Dziady przynajmniej raz w roku. Pozostałe rytuały, zarówno świąteczne, jak i codzienne, mają charakter symbolicznych, bezkrwawych ofiar błagalnych lub dziękczynnych.

## Rytuały świeckie masowe

### Polityczne
Duża doza rytualności występuje szczególnie w państwach totalitarnych, chcących zdezawuować rolę marginalizowanej we wszystkich aspektach religii. Naziści ustalili na przykład ściśle określoną formułę świąt takich jak urodziny Führera Adolfa Hitlera, Święto żniw czy Święto Matek. Poprzez swoją pompatyczność oraz ilość efektów, wzbudzało w zależności od potrzeb – wielkie przygnębienie, albo euforię.
Podobnie było z komunizmem, choć przez swą ideę antyteizmu i antyreligijności chciał usunąć praktyki religijne (przeciwnie niż nazizm), to jednak kult skupił się głównie na osobie przywódcy i partii, a także twórców marksizmu.
Niektórzy naukowcy widzą w stereotypicznych i często ksenofobicznych przemówieniach przywódców rodzaj liturgii. Henri Desroches i Denis de Rougemont zauważają, że podobnie jak w popularnych religiach monoteistycznych obowiązuje tu nie tylko kult osoby, ale też na przykład kanon świętych pism (ideologów danego ustroju).
Irańska rewolucja islamska wprowadziła kompilację rytuałów religijnych z politycznymi. Łączy powrót do tradycji z popularyzowaniem i promowaniem masowych rytuałów – pochodów, zgromadzeń czy okrzyków wrogich wszelkim przejawom inności.

### Rozrywkowe

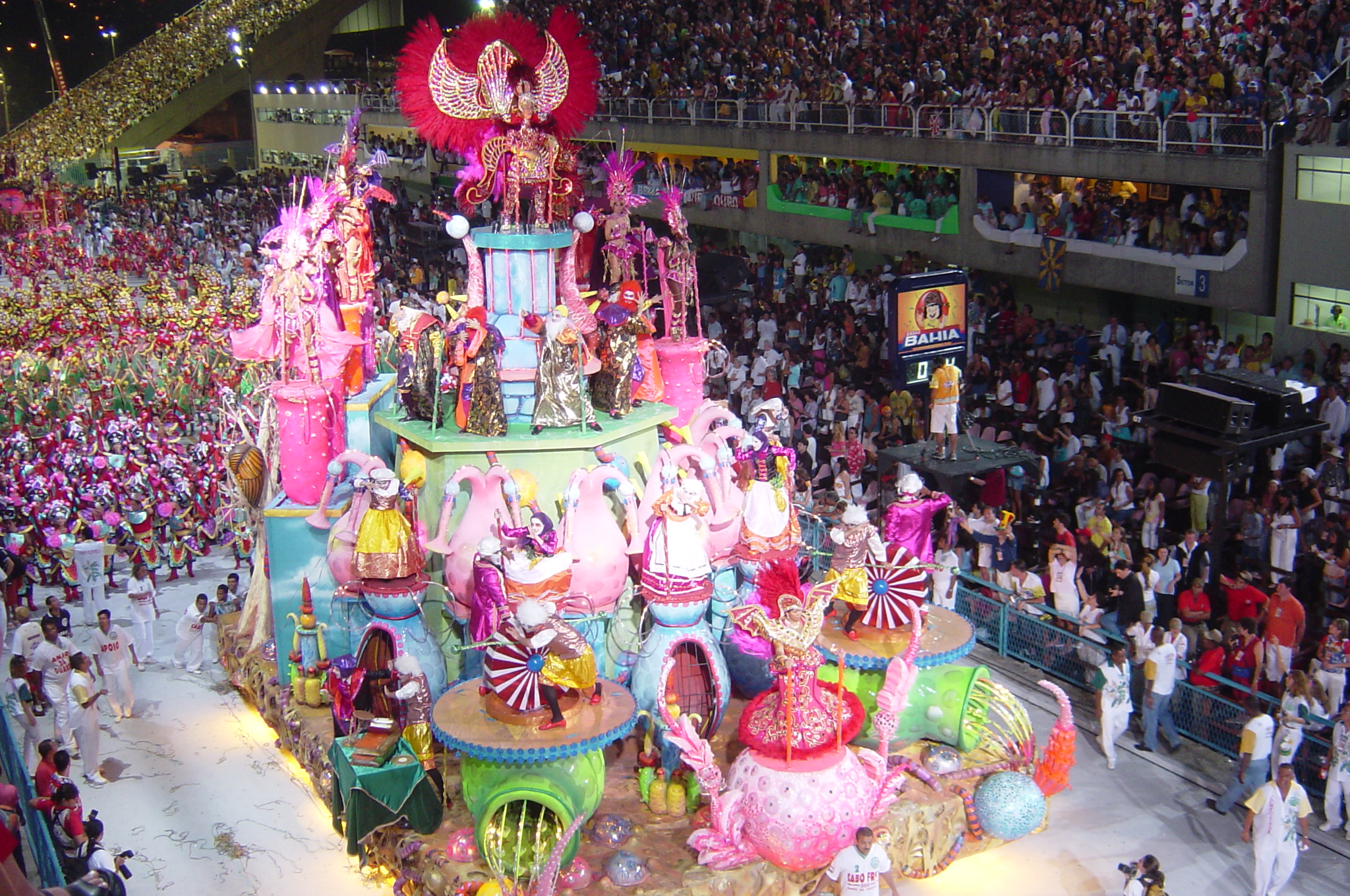
Pokaz szkół samby w Rio de Janeiro podczas Karnawału

Rytuały to nie tylko obowiązki i pewien stopień dogmatyzmu. To również niektóre z rzeczy, kojarzących się przeważnie z przyjemnościami.

#### Sport – piłka nożna
Choć rozgrywki sportowe są rzeczą raczej niekojarzącą się z rytuałami, to jednak trudno ich do tej grupy czynności nie zaliczyć. Jak zauważa Claude Augé miliony osób zasiada przed swoim "domowym ołtarzem" w regularnych odstępach czasu i o wyznaczonej porze, by celebrować czynności wykonywane przez 23 osoby. Na zasadzie analogii – w jeszcze żywszy sposób celebruje się ten rytuał na wyznaczonym obiekcie, gdzie dodatkowo, w zależności od sytuacji na boisku wznoszone są ustalone okrzyki.
Oczywiste jest, że sport zaspokaja potrzeby społeczne. Jego zalety, takie jak szeroki dostęp, wypełnianie wolnego czasu, szukanie zbiorowych emocji związanych z grą, wielokrotne współzawodnictwo między miastami i narodami odgrywają niebagatelną rolę w kształtowaniu społeczeństw, ale też wyzwala emocje i łączy ludzi.
Sytuacja wygląda tak nie tylko od strony widzów. Rytualizm sportu istnieje również wśród zawodników: gdy trampkarz trafia do drużyny, musi przygotować się na liczne wyrzeczenia. Wzmożone treningi, zmiana diety, wysiłek i niekiedy duże cierpienia mają charakter obrzędu oczyszczającego. Kariera ma związek też z pewnego rodzaju stopniowymi inicjacjami, powodowanymi przez nadawanie kategorii wiekowych. Podczas zgrupowań "wtajemniczeni" poddani są częściowemu lub całkowitemu odosobnieniu i zdani na własną grupę. To wszystko ma charakter niemalże mistyczny i można porównać to z niektórymi obrzędami, na przykład plemiennymi.

#### Koncerty

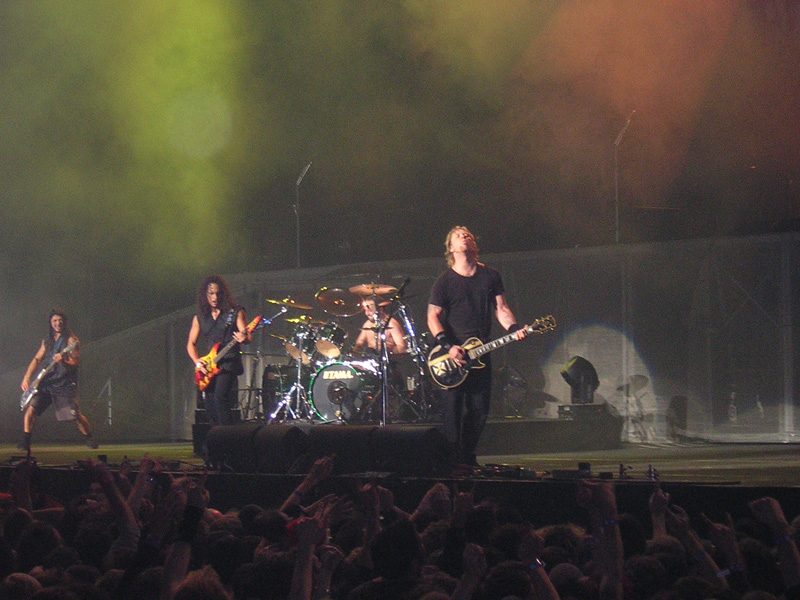
Koncert zespołu Metallica

Niektórzy antropologowie w koncertach rockowych widzą – podobnie jak ma to miejsce w sporcie – elementy rytuałów, zarówno od strony widza, jak i celebransa. Ci pierwsi – analogicznie jak na meczu – uczestniczą w czymś niemal mistycznym. Tutaj zamiast dopingu dla zawodników jednak śpiewają słowa piosenki, powtarzają poddawane przez lidera zespołu okrzyki, lub też nucą jakiś element utworu – wszystko w zależności od sytuacji. Można to porównać z mantrą odmawianą przez wtajemniczonych. Bywa, że zjawisko to jest krytykowane – szczególnie przez środowiska religijne.

## Rytuały świeckie indywidualne

### Codzienne
Rytuałów w życiu codziennym można się doszukiwać nie tylko w ściśle określonych czynnościach powtarzanych w danych odstępach czasu, ale też – a może przede wszystkim – w kontaktach międzyludzkich. Różne kultury wykształciły sobie pewne pożądane zachowania – quasi-uniwersalną jest uprzejmość w stosunku do swoich bliskich. Choć wyrażana w różnych kulturach inaczej (stąd jej charakter rytualności) to jednak stanowi ona minimum spójności pomiędzy członkami społeczeństwa. Niewypełnienie archetypu dobrego gospodarza domu, będzie zawsze odbierane jako atak na grupę i koniecznie zwalczane. W społeczeństwach zachodnich rytuały upraszczają się, przechodzą ewolucję – ale nie zanikają.

### Cielesne
Ciało i wszystko, co z nim związane – ruch, krzyk, wygląd skóry, może służyć do wykonywania danego obrzędu. Są jednak rytuały, w których ciało nie jest tylko pośrednikiem między źródłem a celem, ale też celem samym w sobie. Jednym z takich rytuałów jest zmiana wyglądu ciała, poprzez modyfikowanie jego samego – chodzi tu o tatuaże oraz makijaże. Te pierwsze stosowane były już w starożytności jako znakowanie niewolników, ale również jako znak odrębności między warstwami społecznymi. Był to rytuał raczej niższych klas, aczkolwiek miał swój wymiar symboliczny, bo różnicował ludzi. Makijaż to obrzęd zapoczątkowany przez dawnych Egipcjan. Na płaszczyźnie powierzchownej ma upiększyć kobietę, na głębszej – stanowi o odrębności płci, a także do pewnego stopnia pozwala na podejmowanie gier z partnerem.
Innym rytuałem cielesnym jest sposób ubierania się. Jego rytualizacja przejawia się przede wszystkim w okazjonalności, ale też relacjach z wykonywaną funkcją (inaczej ubierają się księża, lekarze, wojskowi i in., ubiór jest środkiem rytualnego podkreślenia profesji). Dawniej strój służył też do manifestowania przynależności klasowej – arystokracja, burżuazja, lud. Obecnie różnice te się zatarły, więc jedynie pewne święta czy inne ważne sytuacje wymagają rytualnego ubrania. Charakterystyczne jest, że społeczeństwa, w których gender, czyli płeć społeczna, odgrywa znaczną rolę, znacznie bardziej podkreślają także rytualnie różnice płci poprzez ubiór.

## Rytuały a wielkość społeczeństwa

### Społeczeństwa niezglobalizowane
O ile można mówić o rytuałach wspólnych całej Europie czy Ameryce (lub znacznej ich części), o tyle trudno mówić o rytuałach wspólnych np. dla Afryki czy Australii. Sytuacja ta bierze się ze skutków globalizacji oraz postępu technologicznego, jak zwiększona ilość mass mediów, które ułatwiają komunikację i siłą rzeczy wymuszają pewnego rodzaju upodabnianie się.

Przyczyny powstawania konkretnych rytuałów

Duża część małych społeczeństw pielęgnuje własne zwyczaje, powstałe niezależnie od siebie. Zmienność rytuałów i ich różnorodność dobrze pokazuje ich zależność od czynników naturalnych.
Obrzędy zależą od szeregu czynników, które dla rozjaśnienia sprawy można nazwać warstwami (przedstawione na grafice obok). A zatem poczynając od źródła: warunki w plemieniu (liczba osób, miejsce bytowania, klimat, dostępność pożywienia i wiele innych) kształtują – a potem wręcz narzucają – odpowiednią etykę, która systematyzuje, reguluje i stabilizuje życie społeczne. To przekłada się zaś na subiektywne pojmowanie świata (etyka bowiem, stanowi dla znającego pojęcie, ale niebędącego biegłym w socjologii czy antropologii artefakt JEGO własnej tradycji – działa to na zasadzie "Co zastałem, to pielęgnuję, uważając za prawidłowe i normalne"), implikujące daną teologię, która z kolei implikuje określone obrzędy.
Na poparcie powyższych tez można przyjrzeć się bliżej plemionom Indian z Północno-Zachodniego Wybrzeża.
Indianie Salisz są przykładem ludu, którego "ustrój" możemy nazwać demokracją (z udziałem "prezydenta", którym jest tu wódz), co wiąże się z wartością i poszanowaniem drugiego człowieka. Jeśli wziąć pod uwagę, że lud ten jest dość spory, to źródłem wszystkich praw będzie w nim duża liczba osób, co implikuje pewien szacunek (czynnik drugiej warstwy – etyczny), by grupa była zgrana i trwała. Pneumologia również jest podporządkowana owym wymogom. Ważną rolę (jak w każdej społeczności wybrzeża) odgrywają w ich życiu religijnym maski rytualne zwane swaixwe. Indianie Salisz wierzą, że każdy z wodzów ma swojego dobrego ducha-opiekuna, a on sam dostaje prawo do noszenia maski od istot nadprzyrodzonych. Maska jest więc tutaj czymś bardzo drogim, manifestuje wyjątkowość danej chwili, buduje demokrację, a jednocześnie rolę wodza. Wiążą się z tym miejscowe rytuały. Jako że maska jest wyjątkowa, tancerze zakładają ją też z okazji urodzenia dziecka, nadania imienia czy też zaślubin, a sam fakt jej założenia jest powodem szacunku nie tylko dla tego, kto ją nosi, ale też dla tego, dla którego się tańczy – oczywiście z powodów czysto religijnych.
Drugim ludem wartym omówienia, by pokazać zależności między warunkami, ustrojem, etyką i w końcu ich manifestem, czyli rytuałami, jest lud Kwakwala. Cechują go spore osiągnięcia na polu sztuki (źródło), czym bardzo się szczycą, co powoduje ich dumę i brak szacunku dla zdobyczy innych ludów, a dla obcujących z tym ludem bywa dowodem ich arogancji (etyka). To sprawia, że są grupą dość zamkniętą i niechętnie odwiedzaną, co zacieśnia ich więzy i objawia się w rytuałach, chociażby w takim: członkowie plemienia odtwarzali jakąś pomyślną akcję z przeszłości, wiążącą się z sukcesem, po czym wchodził duch porywający nowicjusza i obdarzał go szczególną siłą. Potem ten chwalił się członkom zgromadzenia, jakich doznał łask. Podnosiło to zarówno rangę jego samego, jak i rosnącej w siłę wsi – rosła tym samym pycha ludzi.
Innym przykładem może być plemię Bella Coola, żyjące z powodów historycznych jako bardzo zwarta grupa. Jest to przyczyną solidarności i harmonii występujących w tej grupie. Wzmacnia też dążenie do jedności. Rytuały religijne są więc – paradoksalnie – podobne do tych u Kwakiutli, ale stworzone w zupełnie innym celu. Tam miały one za zadanie pokazać szczególność owego plemienia, a tutaj zacieśnić więzi – co z pewnością się udaje.

### Społeczeństwa zglobalizowane
Jak zauważa George Silberbauer, etyka ludzi w większych społecznościach jest bardziej przejrzysta niż w małych. Zależy to przede wszystkim od ról, jakie odgrywa człowiek – przejrzystość zasad jest wprost proporcjonalna do wielkości społeczeństwa. Z tego też powodu zmienia się również system obrzędów – jednak wyłącznie pod względem idealistycznym; pragmatyzm pozostaje taki sam. Spajanie społeczeństwa nie odbywa się więc tylko na gruncie religijno-mistycznym, ale w sferze absolutnie świeckiej – np. przez koncerty czy sport. Najniższa warstwa warunkująca – teologia, ustępuje miejsca tradycji, pewnego rodzaju przymusowi społecznemu. To sprawia, że cel zostaje osiągnięty, ale w zupełnie inny sposób.

## Rytuał a nauki
Zakres ważności rytuału dla wielu dyscyplin naukowych jest różny. Psychologia społeczna interesuje się interakcją z pozostałymi członkami grupy w trakcie rytuału, psychoanaliza zajmuje się psychiką jednostki zmuszonej do ciągłego powtarzania czynności przyjętych w danej kulturze, zaś etologia kładzie nacisk na ewolucyjny charakter rytuałów. Wszystkie te dyscypliny pod pojęciem "rytuał" rozumieją zawsze zachowania specyficzne, związane z określonymi sytuacjami i regułami, odznaczające się powtarzalnością, których rola nie jest jednak oczywista. Z drugiej strony, niezależnie od konkretnych odmian rytuałów społecznych oraz ich różnorodności w czasie i przestrzeni, występowanie tych praktyk wydaje się uniwersalne.

## Dwa sposoby badania rytuałów
Rytuały można badać na dwa sposoby: obserwując je (1) oraz uczestnicząc w nich (2). 
(1) W pierwszym przypadku obserwator przeprowadza wywiad i analizuje sens rytuału, a następnie przygląda się mu w taki sposób, aby pozostać jak najbardziej neutralnym. Takie badanie ma charakter socjologiczny i niekiedy religioznawczy.
(2) Drugi typ badania – uczestniczące – polega na wtopieniu się w grupę i przeżywaniu rytuału razem z nią. Taki sposób ma charakter psychologiczny. Jest też trudniejszy ze względu na ryzyko nieobiektywizmu. Jest to też sposób dłuższy, często za pierwszym razem antropologowi nie udaje się stworzyć hipotezy. Z drugiej strony, w porównaniu z badaniem pierwszym, ma tę zaletę, że pozwala poczuć to, co czują celebransi lub uczestnicy.

## Religioznawcze teorie rytuału
Badania nad teorią rytuału w ujęciu religioznawczym prowadziło wielu wybitnych specjalistów. Mircea Eliade definiował rytuał jako przywracanie pierwotnego mitu, co niosło znaczenie uaktualniania przeszłości. Tym samym dowodził przypisywanie mu : mocy czynnie działającej w świecie i możliwości przekształcania uczestników rytuału.

## Socjologiczne i psychologiczne teorie rytuału

### Emocjonalistyczna koncepcja Durkheima

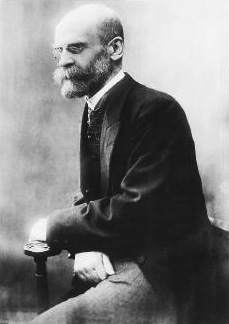
Émile Durkheim, twórca laickiej koncepcji rytuału i jeden z pierwszych, który podjął rzetelnie ten temat

Emile Durkheim, badając religie i ich rytuały, zauważył, że wszystkie wierzenia, opierają się na oddzieleniu sacrum od profanum i próbują poprzez wyobrażenia wyrazić wewnętrzną, ludzką koncepcję natury rzeczy świętych. Obrzędy są tutaj więc regułami mówiącymi, jak należy postępować z rzeczami sfery sacrum. Badacz nie poprzestał na tym stwierdzeniu, badając ukryte cechy rytuału. Stwierdził, że istnieje bezpośrednia zależność między więzią wiernego z jego bogiem a związkiem jednostki ze społeczeństwem, do którego ona należy. Dlatego laicka Durkheimowska definicja mówi, że bóg nie jest niczym więcej niż tylko przenośnym wyrażeniem społeczeństwa, a technika religijna to rodzaj mistycznego mechanizmu, gdyż działania rzeczowe naśladują operacje rozumowe. Chodzi w niej o to, aby nie stosować fizycznego przymusu w stosunku do ślepych sil, lecz o to, by osiągnąć pewna świadomość, wzmocnić ją i nad nią zapanować.
Durkheim uważał, że świętość jakiegoś przedmiotu nie zależy od jego wewnętrznych cech, ale jedynie przypisanych, zaś uczucia religijne, są niejako wymuszane przez oddziaływanie społeczeństwa na jednostkę – choć obiektywnie są one potrzebne, jako otucha i poczucie bezpieczeństwa.
Co ważne, Durkheim nie przyjmuje popularnego w swoich czasach poglądu, że religia jest objawem strachu i niepewności. Odróżnia to, co religijne (ustalające porządek rzeczy), od tego, co nadprzyrodzone (nastawione na anomalie), a nawet od boskiego, ponieważ istnieją rytuały bez boga. Religia jest według niego przede wszystkim duchowością, spajającą w pewien sposób społeczeństwo.
Rytuał jest tutaj czynem determinowanym przez emocje, rodzajem odnowy moralnej możliwej do osiągnięcia tylko podczas spotkania i zgromadzenia jednostek potwierdzających wspólne uczucia. Stąd też podobieństwo, a nawet jedność znaczenia wszystkich rytuałów pomimo różnorodności wierzeń, mitów i dogmatów. Nie jesteśmy jednak w stanie przewidzieć, czy nowe symbole, wyrażające nową wiarę, będą podobne do starych, z powodu ciągłej zmiany systemów uczuciowych regulujących rolę rytuału.
Jak łatwo zauważyć teoria Durkheima kluczową rolę w rytuału widzi w emocjach, łączących społeczeństwo. Podobnie teoria o zbiorowym pochodzeniu sacrum opiera się na stwierdzeniu, że emocje przeżywane w związku z ceremoniami nie tworzą rytuałów, lecz właśnie rytuały wzbudzają emocje. Nie odrzuca jednak roli aktywności umysłowej człowieka w tej dziedzinie, lecz głosi wyższość sfery społecznej nad intelektualną.
Z teorią Durkheima korespondują poglądy polskiego antropologa, Bronisława Malinowskiego. Twierdzi on, że rytuały są sposobem na zmniejszenie napięcia w trakcie podejmowania decyzji w sytuacjach niepewnych.

### Intelektualizm Lévi-Straussa
Claude Lévi-Strauss twierdzi, że człowiek ma ogromną potrzebę zachowania swoich doświadczeń życiowych. Jednak poprzez ich nadmiar oraz złożoności i ciągłej zmienności intelektualno-emocjonalnej (z naciskiem na ten pierwszy) stawałyby się one coraz słabsze. Rytuał ma w tej koncepcji za zadanie łatać dziury zrobione przez nadmiar doświadczeń. Jest wytworem panicznego lęku, przed przerwaniem ich ciągłości. To sprawia, że rytuał nie wywodzi się z doświadczenia (jak u Durkheima), lecz zwraca się ku niemu, próbuje je kategoryzować, ciągnąć, utrwalać.
Lévi-Strauss twierdzi też (tu podobieństwo do Malinowskiego), że rytuał stanowi ujście dla niepokoju i niepewności (strach, który towarzyszy najczęstszym sytuacjom rytualizowanym, Strauss określa jednak nie jako egzystencjalny, lecz raczej epistemologiczny). Nie wyraża jednak bezpośrednich związków człowieka ze światem, lecz ukrytą myśl zrodzoną z obawy, że człowiek, przystępując do schematyzacji zjawisk i dokonując uogólnień dotyczących świata, nie będzie już mógł odnaleźć drogi do przeżycia osobistego. Rytuał ma pokonywać opór człowieka wobec myśli, a nie opór świata wobec człowieka.
Autor koncepcji intelektualistycznej zwraca też uwagę na fakt, że choć rytuał nie jest niezależny od instynktu (a ma z nim nawet wiele wspólnego), to jednak mówienie o rytuałach u zwierząt jest nietrafione. Chodzi tutaj o to, że nawet podstawowy rytuał ma jakieś zadanie, czyn obrzędowy jest intencjonalny. Choć nie ma powodów, żeby odrzucać podstawowy symbolizm u zwierząt, to jednak przypisywanie im intencjonalności w rytach, autor uważa za przesadzone, ponieważ rytuał ma zadanie zapełnić pustkę również intelektualną, a tej u zwierząt być nie może.

### Akt mianowania Bourdieu
Pierre Bourdieu rozpoczyna swoją refleksję, od skrytykowania terminu obrzęd przejścia (twórcą pojęcia był Arnold van Gennep), ponieważ nazwa ta, podkreślając aspekt czasowy, może ukryć podstawowe zadanie obrzędu, jakim jest oddzielenie jego uczestników od tych, którzy nigdy w nim nie będą brali udziału, ponieważ on ich nie dotyczy. Chodzi na przykład o obrzezanie: co prawda faktycznie okres czasowy po i przed tym wydarzeniem, oddziela dziecko obrzezane od innych, ale też (według zaś Bourdieu – przede wszystkim) ustanawia rozróżnienie pomiędzy dziećmi rodzaju męskiego i żeńskiego, choćby mężczyzna był najbardziej zniewieściały, a kobieta posiadała większość cech męskich. Tego typu akty, badacz postuluje nazywać Aktami Mianowania. Według niego, każdy człowiek w każdej kulturze doznaje czegoś, co nazywa Przemocą Symboliczną. Jest to sposób nadawania godności społecznych, wyłącznie ze względu na cechy, które nie są naszą zasługą – płeć i wiek.
Bourdieu zwraca też uwagę na inwestycję wynikającą z rytuału nadającego godności społeczne. Daje ona bowiem możliwość wykonywania czynności, ludziom postawionym wyżej w hierarchii, które są zabronione dla osób o niższym statusie, w taki sposób, że osoby o niższym statusie i tak podziwiają tych o wyższym. Kiedy arystokrata klepie po plecach stajennego, wszyscy mówią, że jest szczery. Kiedy student politechniki ma problemy z matematyką, myślą, że wykazuje się na innym polu. Rytuał społeczny pozwala więc na tzw. strategię przejawiania wyższości.
Równorzędną funkcją rytuału jest wyznaczenie granic i marginesu swobody w stosunku do ważnych czynności, a także zniesienie pokusy ich przekroczenia.
Bourdieu definiuje też dobry rytuał. Jest to taki, który umacnia lokalne wierzenia. W przeciwnym wypadku nie powstanie różnica między pełnoprawnym aktorem a oszustem czy uzurpatorem przywłaszczającym sobie funkcje lub status, który mu się nie należy.

### Nerwica i rytuał w koncepcji Freuda
Zygmunt Freud twierdził, że dla neurotyka pozornie błahe czynności są niezbędne, by nie czuć lęku i niepokoju przed otaczającym światem. Wyprowadza stąd analogie – czy dane czynności, które zawiera w sobie rytuał, przypadkiem również nie są niezbędne dla danych społeczeństw oraz nie ratują ich przed zgubnym działaniem lęku. Podobieństwo tkwi tutaj przede wszystkim w przesadnej dbałości o szczegóły, a także konieczność powtarzania wszystkich czynności w pewien sposób.
Zdaniem Freuda, można wręcz nerwicę lękową nazwać stanem powstawania indywidualnej religii.
Tabu i rytuały Freud miał za skutek starodawnych zakazów. W jego koncepcji bowiem w nieświadomości bardzo mocno zakorzeniony jest lęk przed przekroczeniem owych zakazów. Rytuały pokutne i ofiarne to nic innego jak przypomnienie o tych zakazach, a także, w pewnym stopniu, ukaranie samego siebie za domniemane lub rzeczywiste przekroczenie.
Do koncepcji Freuda nawiązał amerykański neurolog Robert Sapolsky, sugerując dodatkowo istnienie „niepokojącego podobieństwa” między rytuałami towarzyszącymi zaburzeniom obsesyjno-kompulsyjnym i rytuałami przestrzeganymi przez ludzi religijnych.

### Bettelheim i rany symboliczne
Bruno Bettelheim podjął temat zapoczątkowany przez Bourdieu, odnośnie do rytuału obrzezania. Twierdził on, że okres dojrzewania jest okresem, którym z oczywistych powodów musi dojść do pokazania prawdziwego oblicza płci. Stąd zarówno chłopcy, jak i dziewczynki niepokoją się o swoje zdolności i są zazdrośni o władze oraz narządy płci przeciwnej. O ile psychoanaliza podkreśla pragnienie dziewczynki, aby mieć fallusa, o tyle pomija chęć posiadania przez chłopców pochwy. Obrzezanie, powodując krwawienie z narządu męskiego (jak czyni to regularnie narząd żeński) jedyny raz w życiu, jest symbolicznym rodzajem kompromisu.
Autor zwracał też uwagę, na dziwne rytuały samookaleczenia się młodych psychotyków. Bettelheim stwierdza jednak, że również młodzież zdrowa zadaje sobie podobne rany – z tym że symboliczne. Brak jednak potwierdzenia tej teorii, z powodu wielości zwyczajów, a więc trudności z usystematyzowaniem. Niektórzy, jak Jean Maisonneuve widzi tutaj kwestię wzajemnego uświadamiania seksualnego u młodych ludzi.

### Teoria mimetyzmu i przemocy według Girarda
René Girard uważał, że mimetyzm, czyli naśladownictwo jest źródłem każdego uczenia się czy rywalizacji. Nienawidzą tego, zdaniem antropologa osoby odczuwające ryzyko, co widać na przykładzie nauk humanistycznych – gdzie mimetyzm jest bardzo krytykowany. Jest to związane z nieustannym konfliktem mimetycznym.
Podobnie sprawa ma się z mężczyznami, którzy nieustannie walczą o rzeczy mogące być przeznaczonymi tylko dla jednego – kobiety, broń, terytorium. Nie mogąc oprzeć się na sądownictwie, aby nie doprowadzić do katastrofy w plemieniu, wytworzył się naturalnie rytuał ofiarny, związany z przemocą wymienną. Na początku bowiem – wedle Girarda, ofiarą był członek plemienia, ale później stały się nią rzeczy wpisane w sferę sacrum – zależne od kultury, konkretne rzeczy czy zwierzęta. Proces ten pozwala na pojednanie i zaprzestanie walk.
Teoria Girarda jest niesprawdzalna, ale łatwo udowodnić jej paradoksalność, kiedy weźmiemy pod uwagę, że z jednej strony wydaje się ateistyczną koncepcją religijności, a z drugiej – uproszczeniem metafizyki sacrum na tle przemian stosunków międzyludzkich. Tak więc sacrum może oznaczać coś zupełnie innego niż przeobrażenie ludzkiej przemocy, stać się wartością istotną i nadrzędną.

### Podsumowanie
Poszczególni autorzy zajmują się zwykle tylko wybranymi rodzajami rytuałów, często dostosowując ich interpretację do swoich poglądów. Oczywiste jest jednak, że sam temat jest bardzo szeroki i stworzenie koncepcji, która będzie wyczerpywała wszystkie funkcje tak różnych rytuałów, jest niezwykle trudne. Można się więc sprzeczać, czy koncepcja rytuału powstała pierwotnie i była następnie rozbudowywana o jego kolejne rodzaje, czy też może różne rodzaje rytuałów powstały niezależnie i dopiero współcześni badacze dostrzegli między danymi czynnościami podobieństwa – wszystkie określając jednym słowem.
Tak zróżnicowane koncepcje rzucają nowe światło na ludzkie zachowania. Rozmaite teorie, choć często wzajemnie sprzeczne, rozwijają świadomość socjologiczną. Próby syntezy podjął się m.in. Jean-Thierry Maertens (Ritologiques), ale niosła ona bardzo dużo dogmatyzmu. Bezsprzecznie – według wszystkich autorów – rytuały odgrywają ogromną rolę, wzmacniając w różny sposób więzi społeczne i zmniejszając poczucie lęku. Rytuały są ponadczasowe i ponadkulturowe, co świadczy o ich niezbędności w obecnych czasach. Dużo czasu minie, zanim nauka jednoznacznie odpowie na pytanie jaka była i jest rola każdego z nich.